# Liste der Naturdenkmale in Freiensteinau
Die Liste der Naturdenkmale in Freiensteinau nennt die im Gebiet der Gemeinde Freiensteinau im Vogelsbergkreis in Hessen gelegenen Naturdenkmale.
| Bild            | Bezeichnung                                           | Ortsteil, Lage                                | Beschreibung | Art        | Nr.     |
| --------------- | ----------------------------------------------------- | --------------------------------------------- | --- | ---------- | ------- |
| Fotos hochladen | Steinbruch Horst                                      | Gunzenau 50° 27′ 41″ N, 9° 23′ 36″ O          | Steinbruch, Klüftungsaufbau, Basanit mit gr. Olivinen.                                                                         |            | 4.009.2 |
| BW              | Der Lindenplatz - Lindengruppe am alten Gerichtsplatz | Freiensteinau 50° 25′ 23,9″ N, 9° 24′ 17,1″ O | Baumgruppe bestehend aus 3 Winterlinden, 5 Bergahorne, 1 Esche unweit der Kirche. Ersatzpflanzungen 1998/2005: 6 Winter-Linden | Baumgruppe | 4.010.1 |
| BW              | Christkindches Wiege                                  | Freiensteinau 50° 24′ 52,1″ N, 9° 23′ 34,8″ O | Basaltklippe mit Blockhalde.                                                                                                   |            | 4.011.2 |
| BW              | Eiche an der Wiesenmühle I                            | Radmühl II 50° 23′ 47,7″ N, 9° 21′ 42,3″ O    | Landschaftsprägender Einzelbaum auf einer Wiese in der Nähe der „Salz“. Höhe 16 m, Umfang 2,25 m.                              | Einzelbaum | 4.012.1 |
| BW              | Eiche an der Wiesenmühle II                           | Radmühl II 50° 23′ 38,3″ N, 9° 21′ 39,8″ O    | Landschaftsprägender Einzelbaum auf einer Wiese in der Nähe der „Salz“. Höhe 17 m, Umfang 3,05 m.                              | Einzelbaum | 4.013.1 |
| BW              | Steinwäldchen                                         | Radmühl 50° 24′ 19,8″ N, 9° 22′ 3,6″ O        | Felsformation aus porphyrischem Alkalibasalt an der Reffenstraße.                                                              |            | 4.014.2 |

## Belege
1. ↑  
Naturdenkmale in Hessen. (pdf; 405 kB) Anlage zu Kleine Anfrage der Abg. Ursula Hammann (BÜNDNIS 90/DIE GRÜNEN) vom 15.04.2011 betreffend Biotopverbund Teil 2 und Antwort der Ministerin für Umwelt, Energie, Landwirtschaft und Verbraucherschutz. Hessischer Landtag, 22. Juni 2011, S. 103–108, abgerufen am 4. Februar 2016.
2. 1 2 3 4 5 6 7 8 9  
Naturdenkmäler im Vogelsbergkreis -Übersichtstabelle - Anlage 1 der Verordnung. (pdf; 30 kB) www.vogelsbergkreis.de, 1. Januar 2018, abgerufen am 7. Januar 2022.

- Karte mit allen Koordinaten:
- OSM |
- WikiMap